# JBL Control One
Il JBL Control One è un piccolo diffusore a due vie del produttore statunitense JBL. 
Dall'introduzione nel mercato, avvenuta nel 1987, sono stati venduti diversi milioni di questi altoparlanti. Viene spesso usato come monitor da studio di tipo nearfield.

## Storia
JBL introduce il "Control One" nel 1987. Allo sviluppo del "Control One" ha partecipato l'ingegnere tedesco Berndt Stark.

## Descrizione
Il diffusore è alto 23 centimetri ed è dotato di un driver dei bassi-medi da 4 pollici (10 cm) e una cupola in policarbonato / titanio da 12 mm (1/2 pollici). Il frontale è protetto da una sottile griglia metallica. La frequenza di crossover di questo sistema a due vie è di circa 6 kilohertz, che è relativamente alta rispetto ad altri altoparlanti di questo tipo. Ciò favorisce un'elevata capacità di carico. I telai utilizzati sono schermati magneticamente e sono a filo con il pannello frontale.
Il "Control One"  è  disponibile in diverse versioni: il classico Control One e la versione Professional.
Come accessorio, il diffusore può essere appeso con una staffa a forma di U a snodo sferico per il montaggio a soffitto e parete.

## Dati tecnici
- Risposta in frequenza da 50 Hz a 20 kHz
- Impedenza 8 ohm -4 ohm
- Carico massimo: 50 W (RMS)/200 W
- Efficienza: 89 dB/1 m

## Recensioni
Nel luglio 1987 la rivista tedesca di settore STEREO testò la prima versione del "JBL Control One" e Bernd Nürnberg scrisse:
"Quando si ascolta per la prima volta, convince con un suono piacevolmente aperto, trasparente, in gran parte privo di coloriture e estremamente mente nitido e dettagliato, da monitor. Solo una leggera depressione nella gamma medio-alta a volte ha prodotto un'impressione di suono un po' sottile, specialmente con le voci e i singoli strumenti. La tendenza, che spesso si ritrova con altoparlanti molto piccoli, a suonare un po' pressata e tesa ad alti volumi, non è avvertita con il JBL Control One. Inoltre la pressione sonora ottenibile è impressionante, il circuito di protezione entra in azione solo a volumi estremamente alti, ma solo in rare occasioni. Naturalmente, la gamma dei bassi non è profonda, sotto i 100 Hertz non c'è molto da fare".